# Diocèse d'Idiofa
Le diocèse d'Idiofa est une circonscription ecclésiastique de l'Église catholique au Congo, suffragant de l'archidiocèse de Kinshasa.

## Histoire
La préfecture apostolique d'Ipamu a été établie le 13 avril 1937, confiée aux Oblats de Marie-Immaculée, à partir de territoires du vicariat apostolique du Kasaï supérieur et du vicariat apostolique de Kwango. 
La préfecture apostolique est promue vicariat apostolique le 12 février 1948 puis diocèse le 10 septembre 1959. Le diocèse prend son nom actuel le 20 juin 1960.

## Ordinaires

### Préfet apostolique d'Ipamu
1. 11 juin 1937 - 12 février 1948 : Alphonse Bossart, O.M.I., promu vicaire apostolique

### Vicaires apostoliques d'Ipamu
1. 12 février 1948 - mai 1957 : Alphonse Bossart, O.M.I.
2. 16 janvier 1958 - 10 novembre 1959 : René Toussaint, O.M.I., promu évêque

### Évêque d'Ipamu
1. 10 novembre 1959 - 20 juin 1960 : René Toussaint, O.M.I.

### Évêques d'Idiofa
1. 20 juin 1960 - 21 mai 1970 : René Toussaint, O.M.I.
2. 21 mai 1970 - 4 novembre 1994 : Eugène Biletsi Onim
3. 20 mai 1997 - 31 mai 2006 : Louis Mbwôl-Mpasi, O.M.I.
  1. 31 mai 2006 - 15 août 2009 : Louis Nzala Kianza, administrateur apostolique
4. depuis le 26 mai 2009 : José Moko Ekanga, P.S.S.

## Statistiques
| année | baptisés  | population | %    | prêtres (total) | prêtres séculiers | prêtres réguliers | catholiques par prêtre | diacres | religieux | religieuses | paroisses |
| ----- | --------- | ---------- | ---- | --------------- | ----------------- | ----------------- | ---------------------- | ------- | --------- | ----------- | --------- |
| 1950  | 61.765    | 350.000    | 17,6 | 56              | 2                 | 54                | 1.102                  |         | 51        | 25          | 13        |
| 1969  | 186.067   | 425.000    | 43,8 | 19              | 17                | 2                 | 9.793                  |         | 11        | 54          | 20        |
| 1980  | 382.000   | 794.000    | 48,1 | 48              | 25                | 23                | 7.958                  |         | 51        | 61          | 29        |
| 1990  | 443.395   | 839.326    | 52,8 | 81              | 69                | 12                | 5.474                  | 12      | 85        | 90          | 36        |
| 1999  | 271.623   | 637.575    | 42,6 | 106             | 87                | 19                | 2.562                  |         | 76        | 102         | 49        |
| 2000  | 283.329   | 651.614    | 43,5 | 119             | 94                | 25                | 2.380                  |         | 84        | 98          | 54        |
| 2001  | 294.275   | 737.638    | 39,9 | 107             | 81                | 26                | 2.750                  |         | 59        | 107         | 43        |
| 2002  | 245.359   | 711.621    | 34,5 | 100             | 79                | 21                | 2.453                  | 5       | 43        | 107         | 40        |
| 2003  | 426.075   | 949.175    | 44,9 | 106             | 84                | 22                | 4.019                  |         | 39        | 108         | 40        |
| 2004  | 600.000   | 1.000.000  | 60,0 | 99              | 79                | 20                | 6.060                  |         | 36        | 117         | 42        |
| 2006  | 1.100.000 | 2.200.000  | 50,0 | 106             | 87                | 19                | 10.377                 |         | 31        | 117         | 42        |
| 2013  | 1.334.000 | 2.691.000  | 49,6 | 107             | 91                | 16                | 12.467                 |         | 36        | 101         | 43        |
| 2016  | 1.552.250 | 2.750.500  | 56,4 | 120             | 100               | 20                | 12.935                 |         | 40        | 109         | 43        |
| 2019  | 1.730.660 | 3.023.000  | 57,2 | 117             | 100               | 17                | 14.791                 |         | 35        | 99          | 43        |
| 2021  | 1.951.780 | 3.903.560  | 50,0 | 125             | 102               | 15                | 15.614                 |         | 39        | 93          | 43        |

## Sources
- (en) Données sur Catholic-hierarchy.com